# Прік Ольга Яківна
Прік Ольга Яківна (23 квітня 1921, Євпаторія, Таврійська губернія — 3 червня 2010, Хайфа) — караїмська тюркологиня, дослідниця караїмської мови, кандидатка педагогічних наук (1953), доцентка (1960).

## Життєпис
За національністю — караїмка. Батько — Яків Михайлович Прік, бухгалтер, мати — Раїса Абрамівна Прік, домогосподарка. У 1939 році закінчила з відмінним атестатом середню школу № 1 у Сімферополі.
З 1939 по березень 1941 року — студентка Кримського педагогічного інституту (факультет російської мови та літератури). Навчання було перервано у зв'язку з окупацією Криму німецькими військами. Перебуваючи на окупованій території в місті Сімферополі, в 1943—1944 роках була пов'язана з членами підпільної організації й працювала на користь радянської влади, що підтверджується довідкою, виданою зас. голови Комісії ОК ВКП (б) у справах підпільних організацій І. Козловим № 237 від 7 червня 1944 року. У 1944 році, після звільнення Криму від німецьких окупантів, виїхала в Москву. Була прийнята на II курс МДУ, філологічний факультет, відділення східних (тюркських) мов. У 1949 році закінчила МДУ, захистивши дипломну роботу на тему «Граматичний нарис кримсько-караїмської мови (в порівнянні його з західно-караїмською мовою)» (науковий керівник: доцент Е. В. Севортян ; рецензент: професор Н. К. Дмитрієв). Отримала диплом № 170713, за яким присвоєно кваліфікацію науковця в галузі філологічних наук і викладача ВНЗ. У 1953 році закінчила аспірантуру Інституту національних шкіл АПН РРФСР за фахом «методика викладання російської мови в національній школі». За дисертацію «Методика викладання російської іменника в V класі кумикської школи» присуджено науковий ступінь кандидата педагогічних наук. Диплом кандидата наук МК-ПД № 00190, виданий 27 березня 1954 року.
З 1953 по 1992 рік працювала у напрямку Міністерства освіти РРФСР в Дагестанському державному університеті імені В. І. Леніна на кафедрі загального мовознавства, потім на кафедрі методики викладання російської мови. Одночасно в 1958—1964 роках була заступницею декана історико-філологічного факультету, в 1964—1969 роках — деканкою філфаку. У 1960 році Вищою атестаційною комісією затверджена у вченому званні доцента (атестат доцента МДЦ № 006338). Спільно з В. М. Криштопа працювала над підручниками для шкіл Дагестану. Розробляла програми й методичні посібники для студентів з методики викладання російської мови в неросійській школі.
У 1969 році надано почесне звання Заслуженого вчителя школи ДагАССР. З 1971 по 1976 рік — членкиня науково-методичної Ради з російської мови при Управлінні навчальних закладів Міносвіти СРСР в Москві. У 1992 році вийшла на пенсію (персональну пенсію РРФСР).
Після виходу на пенсію і смерті чоловіка, Сергія Івановича Смородина, проживала з сім'єю дочки в Ізраїлі в м Хайфа, де померла 3 червня 2010 року на 90-му році життя.

## Науково-громадська діяльність

### Громадська діяльність
- Позаштатна наукова співробітниця Інституту Національних шкіл АПН РРФСР (Москва)
- Членкиня Науково-методичної ради з російської мови при Управлінні навчальних закладів Міністерства освіти СРСР (Москва) (з 1971)
- Деканка (на громадських засадах) факультету підвищення кваліфікації вчителів російської, мови й літератури Дагестану.

### Звання
- Наукова співробітниця у галузі філологічних наук і викладача ВНЗ (1949)
- Науковий ступінь кандидата педагогічних наук (1953)
- Вчене звання доцента (1960)
- Почесне звання Заслуженого вчителя школи ДагАССР (1969)

### Нагороди
- Медаль за заслуги перед республікою
- Медаль «Ветеран праці»

### Праці
Основні наукові роботи в області тюркології та методики викладання російської мови неросійським.
Всього опубліковано 750 друкованих аркушів монографій, підручників, статей в журналах і методичних збірниках (всього 105 назв).
- підручник для студентів «Методика викладання російської мови в національній школі»
- підручники російської мови для 4-6 класів дагестанських шкіл (у співавторстві)
- наочні посібники (настінні таблиці) з російської мови для національних шкіл і методичні керівництва до них
- методичні посібники для вчителів.

#### Публікації О.Я.Прік про караїмську мову
- О. Я. Прик. Очерк грамматики караимского языка (крымский диалект) — Махачкала: Дагучпедгиз, 1976. —12 печ. листов.
- О. Я. Прик. Грамматика караимского языка // М. Э. Хафуз. Русско-караимский словарь (крымский диалект). — Москва, 1995. — C. 6-68.Раздел «Грамматика караимского языка» является сокращенным вариантом монографии О. Я. Прик «Очерк грамматики караимского языка (крымский диалект)», 1976.
- О. Я. Прик. Грамматика караимского языка // Караимская народная энциклопедия, том З. Язык и фольклор караимов. — Москва, 1997. — C. 35-81. Раздел "Грамматика караимского языка (фонетика, морфология) " является сокращенным вариантом монографии О. Я. Прик «Очерк грамматики караимского языка (крымский диалект)», 1976.

#### Відгуки та рецензії
- Н. А. Баскаков. Рецензия на монографию О. Я. Прик «Очерк грамматики караимского языка (крымский диалект)» // Советская тюркология. — № 5. — 1976.
- Д. М. Хангишиев. Новая работа — монография доцента О. Я. Прик «Очерк грамматики караимского языка (крымский диалект)» // газета «Дагестанский университет». — Махачкала, — 25 июня 1976.
- Отзывы на «Очерк грамматики караимского языка (крымский диалект)» проф. Дмитриева, проф. Севортяна, проф. Джанмавова.

#### Публікації О.Я.Прік про караїмів
- О. Я. Прик. Незабываемые встречи (к 130-летию со дня рождения С. М. Шапшала) // газета «Караимские вести». — Москва, — 2001.
- О. Я. Прик. Учёным быть легко, человеком — трудно (к 130-летию со дня рождения С. М. Шапшала) // Караимская газета, специальный выпуск ко II Всенародному съезду крымских караимов. — Евпатория, — 2003. — 25 мая.
- О. Я. Прик. Наша газета — «Къарай хаберлер» // газета «Караимские вести». — № 4, — Москва, 2001.
- О. Я. Прик. Мой маленький народ — крымские караимы // газета «Время». — № 577, — Тель-Авив, — 2 апреля 2002.

#### Публікації про О.Я.Прік
- О. Я. Прик. С думой о караимском языке // газета «Къарай хаберлер». — № 5, — Москва, — 2001.
- О. Я. Прик. Москва в моей судьбе. — 2003.
- О. Я. Прик. Через годы, через расстояния // газета «Вести». — Тель-Авив, — 5 октября 2000.
- О. Я. Прик. Автобиография. — 2004.
- Г. В. Гасанова. «40 лет, отданных науке и просвещению» (к 80-летию О. Я. Прик) 1. Научное исследование крымско-караимского языка. 2. Педагогическая деятельность в Даггосуниверситете. Махачкала: Дагестанская правда, 31 января 2003.
- Альбом «Ольга Прик: архивные материалы (посвящается её 85-летию)» — Международный Институт крымских караимов: Симферополь, Украина — Слиппери Рок, США — Хайфа, Израиль: 2006. — 29 стр.